# Sentimental'noe putešestvie na kartošku
Sentimental'noe putešestvie na kartošku (Сентиментальное путешествие на картошку) è un film del 1986 diretto da Dmitrij Dolinin.

## Trama
Il film racconta di un giovane che, dopo essere entrato con successo nell'istituto, va al villaggio "alla patata" e lì conosce persone nuove e interessanti e una ragazza che ama.